# 風見奏太
風見 奏太（かざみ そうた)は、日本のゲーム制作会社を営む実業家、ラジオパーソナリティ。

株式会社P.K.WORKS代表取締役社長。

## 来歴
10代の頃は誰かと過ごすよりは一人の時間が好きだった。

高校卒業してから親の反対を振り切って上京するも、資金がまったくなかったため、住み込みの新聞配達員を始める。

地元の石川県から東京に来た時に、人と一緒にいることが楽しくなった。

きっかけは20代前半にいろいろな人と会ううちに、多くの人といろんなことを分かち合わないともったいないと思った経験に基づいている。

20歳の時に起業。

分かち合うなら感動や楽しいことがいいと思ったとき「誰かと一緒に何かをしたい」と思うようになった。

その過程でご縁があり株式会社P.K.WORKSを興すに至った。

26歳で軌道に乗せて脱サラ。

2021年現在、７つの事業を同時に展開している。

プロデュース・監修など
・ぱんだソフトから配信されているゲームの総合プロデュースを担当している。
・「風見奏太に教えてください」にてメインパーソナリティを務める。

## 人物
石川県金沢市出身。 

誰かが喜んでくれたり、人のためになることに情熱を持てる。
風見奏太のインタビューにて「一人が好きだが寂しがり」と自分を分析している。

「分かってくれてると思ってた」という言葉があまり好きではない。

人生のテーマの１つとして「経済活動を起こすこと」をあげている。

誰かの役に立てた数値として、お金を稼ぐことを目標にして「沢山稼いで、沢山誰かが喜ぶことに使いたい」という思いが根底にある、と述べている。

座右の銘は「後悔だけはしない」。

## プロデュース作品
・新聞物語

・シスターコンプレックス

・バースオブブレイバー

・ボクを落とそうとするキミを落とす

・デイズ

・だれも知らないはなし

・無表情な私の異世界デビュー、友達作りたいから商人になります

・アンドロイドとあやかし

・泣きたいあなたの為のクッキー

・看守と勇者